# 褚寶
褚寶（1490年—？），字光楚，號凤台，直隸懷遠衛官籍，河南偃師縣人，明朝政治人物。

## 生平
正德十四年（1519年）己卯科應天府鄉試第二十名舉人。嘉靖八年（1529年）中式己丑科會試第一百八名，登第三甲第一百二十三名進士。次年任山東臨朐縣知縣，任內修葺學校，重振當地文風。十九年任湖州府推官，二十年升本府同知，本年升户部员外郎，歷官宣府管粮户部郎中，改兵部职方司郎中，致仕。

## 家族
曾祖褚信，曾任百戶；祖父褚永；父褚昹，母楊氏。具庆下。